# 汪裕泰茶庄
汪裕泰茶庄，是1847年至1953年存在的上海茶庄集團。

## 歷史
1827年（清道光七年），汪裕泰创始人汪立政诞生于现安徽省绩溪县上庄镇余川村，名锡纯，字以德。1837年（道光十七年），北裕泰茶庄创立（汪裕泰茶庄前身，创立人已无考）。1839年（道光十九年），年仅12岁的汪立政应了徽州地区“十三四岁，往外一丢”的传统谋生之道，走出了终年云雾缭绕的茶乡出门，随族人赴开发不久的上海滩从艺学商。他习商诚恳，克尽厥职，备受店主信任，后被委以出纳之任。
1847年（道光二十七年），汪立政在父亲及族人的资助下，盘下北裕泰茶庄，并将其改名为汪裕泰茶庄。1851年（咸丰元年），汪立政第一爿独立开设的茶叶店在上海旧城老北门外大街（今河南路）开张，冠名为汪裕泰茶庄（南号）。1856年（咸丰六年），汪立政于五马路（今广东路）开设汪氏第二爿茶叶店——汪裕泰茶庄（北号）。
1868年（同治七年），汪立政次子汪自新诞生，字自新，号涤如。1894年（光绪二十年），慈禧六十寿诞，汪裕泰茶庄入贡精茶“金山时雨”，大受称赞。1895年（光绪二十一年），汪立政病故。其子汪自新子承父业，汪裕泰茶庄进入高速发展期。
1909年（宣统元年），汪自新在四马路（今福州路）增设汪裕泰第三号茶庄。1910年（宣统二年），汪自新在大马路（今南京路）增设汪裕泰第四号茶庄。1915年（民国四年），汪裕泰茶庄的红茶在舊金山巴拿馬太平洋博覽會荣获名誉奖章。
1919年（民国八年），汪自新次子汪振寰于日本早稻田大学商科毕业归国，继承祖业。1920年（民国九年），汪自新在上海购地十余亩，兴建“余村花园”，内设别墅，署名“蜷庐”,以寄托对家乡的情思。胡适曾下榻于此。
1924年（民国十三年），汪自新在福煦路（今金陵西路）增设汪裕泰第五号茶庄，后为汪裕泰茶号总管理处。1926年（民国十五年），汪裕泰茶庄的“精制茶”在美国费城世博会上获得甲等大奖。
1928年（民国十七年），汪自新次子汪振寰开始接管汪氏茶庄生意，并先后在浙江中路开设汪裕泰第六号茶庄，建国路襄阳路口设立汪裕泰第七号茶庄（此庄为汪裕泰规模最大的一爿茶号）。1929年（民国十八年），汪振寰在建国路开设新茶庄，对外挂牌正祥源号。同年，汪自新于杭州西湖畔建造的青白山庄落成，后称“汪庄”（今“西子国宾馆”）。上海余村花园被出让，资金归入汪庄。
1936年（民国二十五年），汪震寰在现四川北路海宁路口设立汪裕泰第八号茶庄，因次年“八一三事变”爆发，该茶庄首当其冲，不得不闭店歇业。这是汪裕泰茶庄首次因战争遭受损失。1941年（民国三十年），汪自新先生在上海病故。
1942年（民国三十一年），汪振寰开始陆续关闭第一、二、三、四茶号及外埠的分店，将部分资金转移国外。汪振寰赴台前后分别在台北市绥远路、贵阳路开设茶店及茶厂，并在日本、英国、美国、摩洛哥等地设贸昌茶行数爿开展经营。沪上其余茶号交由其兄汪振时管理。
1953年，公私合营开始。汪裕泰茶庄及其品牌被转为国有，划入中国畜产土产进出口公司上海茶叶进出口分公司内销站。1971年，上海茶叶进出口分公司内销站划归上海糖业烟酒集团管理，上海茶叶公司成立。2001年，上海茶叶公司经资产重组后，成立上海茶叶有限公司。2010年，上海茶叶有限公司出品的汪裕泰花开富贵礼盒荣获2010年上海世博会特许产品质量奖。

## 主要產品與經營模式
汪氏祖孙三代经营茶业，以“品种多，制作精，质量优”赢得顾客，取胜同行，占领市场。主营名茶品种众多。按种类分：有绿茶、红茶、花茶、黑茶等；就产地划分：有绩溪“金山时雨”、西湖“龙井”、洞庭“碧螺春”、黄山“云雾野茶”、云南“普洱茶”等各地名茶30余种。既博采南北名茶，又设厂加工精制。
汪氏注重培养人才，广摄茶货信息，潜心吸收国外新技术。曾引进日本先进的制茶设备，延聘日本专家指导加工。使得茶叶质量提高，效益陡增，声誉渐著，店业大展。其影响居上海茶叶界之首，故有“茶叶大王”之称。
1911年至1939年，是汪裕泰茶庄发展的巅峰期。此时共计拥有茶庄8家，茶厂2家，分店4家，进口十吨大卡车2辆，小轿车3辆，其中第五茶号和占地十余亩的第七茶号均专设持枪门警站岗守卫。以至于曾在汪裕泰茶号工作过的职员说过：“要说是汪裕泰的职员，别人是要侧目相看的。在马路上坐黄包车，不用报路名，只需说汪裕泰，车夫就能把你送到。能在汪裕泰茶号做事，不仅面子光鲜，而且内里实在……”。
经营中汪氏还作了诸多改革：汪裕泰是较早在《申报》上刊登售茶广告的；为防止茶品走味，率先改纸包装为五色罐封装；自立店规，聘请行家展店；精饰店面，增设营业项目；授英语于员工，以适应外商贸易。借上海口岸外贸之便利，在台、美等地开设茶行，扩大经营范围，拓展国际市场。